# RideLondon-Surrey Classic 2015
La 4e édition de la RideLondon-Surrey Classic a eu lieu le 2 août 2015. La course fait partie du calendrier UCI Europe Tour 2015 en catégorie 1.HC.
L'épreuve a été remportée lors d'un sprint à six coureurs par le Luxembourgeois Jempy Drucker (BMC Racing) respectivement devant le Néerlandais Mike Teunissen (Lotto NL-Jumbo) et le Britannique Ben Swift (Sky).
Les Britanniques s'emparent des deux classements annexes, en effet Erick Rowsell (Madison Genesis) gagne celui de la montagne et Peter Williams (ONE) celui des sprints.

## Présentation

### Équipes
Classée en catégorie 1.HC de l'UCI Europe Tour, la RideLondon-Surrey Classic est par conséquent ouverte aux WorldTeams dans la limite de 75 % des équipes participantes, aux équipes continentales professionnelles, aux équipes continentales britanniques et à une équipe nationale britannique.
Initialement prévue, l'équipe italienne Androni Giocattoli-Sidermec est suspendue tout le mois d'août pour deux contrôles positifs à l'EPO. Vingt-quatre équipes participent à cette RideLondon-Surrey Classic - six WorldTeams, dix équipes continentales professionnelles, sept équipes continentales et une équipe nationale :
| UCI WorldTeams   | UCI WorldTeams | UCI WorldTeams |
| Nom de l'équipe  | Pays           | Code           |
| ---------------- | -------------- | -------------- |
| BMC Racing       | États-Unis     | BMC            |
| Etixx-Quick Step | Belgique       | EQS            |
| Lotto NL-Jumbo   | Pays-Bas       | TLJ            |
| Lotto-Soudal     | Belgique       | LTS            |
| Orica-GreenEDGE  | Australie      | OGE            |
| Sky              | Royaume-Uni    | SKY            |

| Équipes continentales professionnelles | Équipes continentales professionnelles | Équipes continentales professionnelles |
| Nom de l'équipe                        | Pays                                   | Code                                   |
| -------------------------------------- | -------------------------------------- | -------------------------------------- |
| Bora-Argon 18                          | Allemagne                              | BOA                                    |
| CCC Sprandi Polkowice                  | Pologne                                | CCC                                    |
| Cult Energy                            | Danemark                               | CLT                                    |
| Drapac                                 | Australie                              | DPC                                    |
| MTN-Qhubeka                            | Afrique du Sud                         | MTN                                    |
| Nippo-Vini Fantini                     | Italie                                 | NIP                                    |
| Roompot Oranje Peloton                 | Pays-Bas                               | ROP                                    |
| Topsport Vlaanderen-Baloise            | Belgique                               | TSV                                    |
| UnitedHealthcare                       | États-Unis                             | UHC                                    |
| Wanty-Groupe Gobert                    | Belgique                               | WGG                                    |

| Équipes continentales | Équipes continentales | Équipes continentales |
| Nom de l'équipe       | Pays                  | Code                  |
| --------------------- | --------------------- | --------------------- |
| An Post-ChainReaction | Irlande               | SKT                   |
| JLT Condor            | Royaume-Uni           | JLT                   |
| Madison Genesis       | Royaume-Uni           | MGT                   |
| NFTO                  | Royaume-Uni           | NPC                   |
| ONE                   | Royaume-Uni           | ONE                   |
| Raleigh GAC           | Royaume-Uni           | RAL                   |
| Wiggins               | Royaume-Uni           | WGN                   |

| Équipe nationale                | Équipe nationale | Équipe nationale |
| Nom de l'équipe                 | Pays             | Code             |
| ------------------------------- | ---------------- | ---------------- |
| Équipe nationale du Royaume-Uni | Royaume-Uni      | GBR              |

## Classements

### Classement final
| Classement final | Classement final  | Classement final | Classement final | Classement final   |
|                  | Coureur           | Pays             | Équipe           | Temps              |
| ---------------- | ----------------- | ---------------- | ---------------- | ------------------ |
| 1er              | Jempy Drucker     | Luxembourg       | BMC Racing       | en 4 h 47 min 46 s |
| 2e               | Mike Teunissen    | Pays-Bas         | Lotto NL-Jumbo   | + 0 s              |
| 3e               | Ben Swift         | Royaume-Uni      | Sky              | + 0 s              |
| 4e               | Sep Vanmarcke     | Belgique         | Lotto NL-Jumbo   | + 0 s              |
| 5e               | Kristian Sbaragli | Italie           | MTN-Qhubeka      | + 0 s              |
| 6e               | Leigh Howard      | Australie        | Orica-GreenEDGE  | + 0 s              |
| 7e               | Kenneth Van Rooy  | Belgique         | Lotto-Soudal     | + 28 s             |
| 8e               | Fernando Gaviria  | Colombie         | Etixx-Quick Step | + 49 s             |
| 9e               | Moreno Hofland    | Pays-Bas         | Lotto NL-Jumbo   | + 1 min 0 s        |
| 10e              | Yves Lampaert     | Belgique         | Etixx-Quick Step | + 1 min 0 s        |
| modifier         |                   |                  |                  |                    |

### Classements annexes
| Classement de la montagne | Classement de la montagne | Classement de la montagne | Classement de la montagne   | Classement de la montagne |
| ------------------------- | ------------------------- | ------------------------- | --------------------------- | ------------------------- |
|                           | Coureur                   | Pays                      | Équipe                      | Point(s)                  |
| 1er                       | Erick Rowsell             | Royaume-Uni               | Madison Genesis             | 24 points                 |
| 2e                        | Riccardo Stacchiotti      | Italie                    | Nippo-Vini Fantini          | 19 pts                    |
| 3e                        | Sander Helven             | Belgique                  | Topsport Vlaanderen-Baloise | 16 pts                    |
| modifier                  |                           |                           |                             |                           |

| Classement des sprints | Classement des sprints | Classement des sprints | Classement des sprints      | Classement des sprints |
| ---------------------- | ---------------------- | ---------------------- | --------------------------- | ---------------------- |
|                        | Coureur                | Pays                   | Équipe                      | Point(s)               |
| 1er                    | Peter Williams         | Royaume-Uni            | ONE                         | 14 points              |
| 2e                     | Riccardo Stacchiotti   | Italie                 | Nippo-Vini Fantini          | 10 pts                 |
| 3e                     | Sander Helven          | Belgique               | Topsport Vlaanderen-Baloise | 7 pts                  |
| modifier               |                        |                        |                             |                        |

### UCI Europe Tour
Cette RideLondon-Surrey Classic attribue des points pour l'UCI Europe Tour 2015, par équipes seulement aux coureurs des équipes continentales professionnelles et continentales, individuellement à tous les coureurs sauf ceux faisant partie d'une équipe ayant un label WorldTeam.
| Position,          | 1er | 2e | 3e | 4e | 5e | 6e | 7e | 8e | 9e | 10e | 11e | 12e | 13e | 14e | 15e |
| Classement général | 100 | 70 | 40 | 30 | 25 | 20 | 15 | 10 | 9  | 8   | 7   | 6   | 5   | 4   | 3   |

## Liste des participants
- Liste de départ complète

| Légende | Légende                                                                    | Légende | Légende                                                    |
| ------- | -------------------------------------------------------------------------- | ------- | ---------------------------------------------------------- |
| Num     | Dossard de départ porté par le coureur sur cette RideLondon-Surrey Classic | Pos     | Position à l'arrivée de la course                          |
|         | Indique un maillot de champion national ou mondial, suivi de sa spécialité | NP      | Indique un coureur qui n'a pas pris le départ de la course |
| AB      | Indique un coureur qui n'a pas terminé la course                           | HD      | Indique un coureur qui a terminé la course hors des délais |

| Orica-GreenEDGE OGE   | Orica-GreenEDGE OGE       | Orica-GreenEDGE OGE |
| --------------------- | ------------------------- | ------------------- |
| Num                   | Coureur                   | Pos                 |
| 1                     | Adam Blythe (GBR)         | AB                  |
| 2                     | Sam Bewley (NZL)          | 33e                 |
| 3                     | Magnus Cort Nielsen (DEN) | 59e                 |
| 4                     | Michael Hepburn (AUS)     | 51e                 |
| 5                     | Jens Mouris (NED)         | 82e                 |
| 6                     | Leigh Howard (AUS)        | 6e                  |
| Directeur sportif : ? |                           |                     |

| Bora-Argon 18 BOA     | Bora-Argon 18 BOA         | Bora-Argon 18 BOA |
| --------------------- | ------------------------- | ----------------- |
| Num                   | Coureur                   | Pos               |
| 11                    | Shane Archbold (NZL)      | 117e              |
| 12                    | Phil Bauhaus (GER)        | 22e               |
| 13                    | Ralf Matzka (GER)         | 32e               |
| 14                    | Christoph Pfingsten (GER) | 34e               |
| 15                    | Scott Thwaites (GBR)      | 63e               |
| 16                    | Michael Schwarzmann (GER) | 30e               |
| Directeur sportif : ? |                           |                   |

| Raleigh GAC RAL       | Raleigh GAC RAL        | Raleigh GAC RAL |
| --------------------- | ---------------------- | --------------- |
| Num                   | Coureur                | Pos             |
| 21                    | Karol Domagalski (POL) | 42e             |
| 22                    | Steven Lampier (GBR)   | 97e             |
| 23                    | George Pym (GBR)       | 75e             |
| 24                    | Morgan Kneisky (FRA)   | 95e             |
| 25                    | Samuel Lowe (GBR)      | 81e             |
| 26                    | Evan Oliphant (GBR)    | 94e             |
| Directeur sportif : ? |                        |                 |

| Etixx-Quick Step EQS  | Etixx-Quick Step EQS   | Etixx-Quick Step EQS |
| --------------------- | ---------------------- | -------------------- |
| Num                   | Coureur                | Pos                  |
| 31                    | Mark Cavendish (GBR)   | 44e                  |
| 32                    | Yves Lampaert (BEL)    | 10e                  |
| 33                    | Iljo Keisse (BEL)      | 83e                  |
| 34                    |                        |                      |
| 35                    | Fabio Sabatini (ITA)   | 46e                  |
| 36                    | Fernando Gaviria (COL) | 8e                   |
| Directeur sportif : ? |                        |                      |

| Nippo-Vini Fantini NIP | Nippo-Vini Fantini NIP     | Nippo-Vini Fantini NIP |
| ---------------------- | -------------------------- | ---------------------- |
| Num                    | Coureur                    | Pos                    |
| 41                     | Nicolas Marini (ITA)       | AB                     |
| 42                     | Riccardo Stacchiotti (ITA) | 127e                   |
| 43                     | Giacomo Berlato (ITA)      | 68e                    |
| 44                     | Alessandro Malaguti (ITA)  | 87e                    |
| 45                     | Eduard-Michael Grosu (ROU) | 107e                   |
| 46                     | Shiki Kuroeda (JPN)        | AB                     |
| Directeur sportif : ?  |                            |                        |

| JLT Condor JLT        | JLT Condor JLT       | JLT Condor JLT |
| --------------------- | -------------------- | -------------- |
| Num                   | Coureur              | Pos            |
| 51                    | Joseph Moses (GBR)   | 48e            |
| 52                    | Kristian House (GBR) | 86e            |
| 53                    | Edward Clancy (GBR)  | 124e           |
| 54                    | Graham Briggs (GBR)  | 15e            |
| 55                    | Michael Cuming (GBR) | 64e            |
| 56                    | Felix English (IRL)  | AB             |
| Directeur sportif : ? |                      |                |

| Sky SKY               | Sky SKY                  | Sky SKY |
| --------------------- | ------------------------ | ------- |
| Num                   | Coureur                  | Pos     |
| 61                    | Bernhard Eisel (AUT)     | 67e     |
| 62                    | Andrew Fenn (GBR)        | 40e     |
| 63                    | Christopher Sutton (AUS) | 89e     |
| 64                    | Ben Swift (GBR)          | 3e      |
| 65                    | Elia Viviani (ITA)       | 28e     |
| 66                    | Alex Peters (GBR)        | 38e     |
| Directeur sportif : ? |                          |         |

| MTN-Qhubeka MTN       | MTN-Qhubeka MTN         | MTN-Qhubeka MTN |
| --------------------- | ----------------------- | --------------- |
| Num                   | Coureur                 | Pos             |
| 71                    | Theo Bos (NED)          | 123e            |
| 72                    | Gerald Ciolek (GER)     | 37e             |
| 73                    | Nicolas Dougall (RSA)   | 92e             |
| 74                    | Kristian Sbaragli (ITA) | 5e              |
| 75                    | Andreas Stauff (GER)    | 112e            |
| 76                    | Tyler Farrar (USA)      | 47e             |
| Directeur sportif : ? |                         |                 |

| Madison Genesis MGT   | Madison Genesis MGT   | Madison Genesis MGT |
| --------------------- | --------------------- | ------------------- |
| Num                   | Coureur               | Pos                 |
| 81                    | Mark McNally (GBR)    | 25e                 |
| 82                    | Thomas Stewart (GBR)  | 98e                 |
| 83                    | Michael Northey (NZL) | 105e                |
| 84                    | Erick Rowsell (GBR)   | 62e                 |
| 85                    | Thomas Scully (NZL)   | 43e                 |
| 86                    | Matt Cronshaw (GBR)   | 122e                |
| Directeur sportif : ? |                       |                     |

| BMC Racing BMC        | BMC Racing BMC         | BMC Racing BMC |
| --------------------- | ---------------------- | -------------- |
| Num                   | Coureur                | Pos            |
| 91                    | Rohan Dennis (AUS)     | 65e            |
| 92                    | Jempy Drucker (LUX)    | 1er            |
| 93                    | Philippe Gilbert (BEL) | 16e            |
| 94                    | Loïc Vliegen (BEL)     | 11e            |
| 95                    | Tom Bohli (SUI)        | 103e           |
| 96                    | Floris Gerts (NED)     | 36e            |
| Directeur sportif : ? |                        |                |

| Drapac DPC            | Drapac DPC               | Drapac DPC |
| --------------------- | ------------------------ | ---------- |
| Num                   | Coureur                  | Pos        |
| 101                   | William Clarke (AUS)     | 58e        |
| 102                   | Brenton Jones (AUS)      | 54e        |
| 103                   | Peter Koning (NED)       | 78e        |
| 104                   | Martin Kohler (SUI)      | 126e       |
| 105                   | Bernard Sulzberger (AUS) | 125e       |
| 106                   | Dylan Girdlestone (RSA)  | 60e        |
| Directeur sportif : ? |                          |            |

| NFTO NPC              | NFTO NPC               | NFTO NPC |
| --------------------- | ---------------------- | -------- |
| Num                   | Coureur                | Pos      |
| 111                   | Steele Von Hoff (AUS)  | 90e      |
| 112                   | Robert Partridge (GBR) | 100e     |
| 113                   | Ian Bibby (GBR)        | 106e     |
| 114                   | Edward Dunbar (IRL)    | 21e      |
| 115                   | Jonathan McEvoy (GBR)  | 108e     |
| 116                   | Dale Appleby (GBR)     | 27e      |
| Directeur sportif : ? |                        |          |

| Lotto NL-Jumbo TLJ    | Lotto NL-Jumbo TLJ    | Lotto NL-Jumbo TLJ |
| --------------------- | --------------------- | ------------------ |
| Num                   | Coureur               | Pos                |
| 121                   | Moreno Hofland (NED)  | 9e                 |
| 122                   | Barry Markus (NED)    | 121e               |
| 123                   | Timo Roosen (NED)     | 31e                |
| 124                   | Mike Teunissen (NED)  | 2e                 |
| 125                   | Sep Vanmarcke (BEL)   | 4e                 |
| 126                   | Twan Castelijns (NED) | 18e                |
| Directeur sportif : ? |                       |                    |

| Cult Energy CLT       | Cult Energy CLT       | Cult Energy CLT |
| --------------------- | --------------------- | --------------- |
| Num                   | Coureur               | Pos             |
| 131                   | Russell Downing (GBR) | 39e             |
| 132                   | Karel Hník (CZE)      | 99e             |
| 133                   | Alex Kirsch (LUX)     | AB              |
| 134                   | Gustav Larsson (SWE)  | 72e             |
| 135                   | Fabian Wegmann (GER)  | 24e             |
| 136                   | Joël Zangerlé (LUX)   | 88e             |
| Directeur sportif : ? |                       |                 |

| ONE                   | ONE                  | ONE  |
| --------------------- | -------------------- | ---- |
| Num                   | Coureur              | Pos  |
| 141                   | Yanto Barker (GBR)   | 69e  |
| 142                   | Jonathan Mould (GBR) | AB   |
| 143                   | Chris Opie (GBR)     | AB   |
| 144                   | Peter Williams (GBR) | 102e |
| 145                   | George Harper (GBR)  | 118e |
| 146                   | Joshua Hunt (GBR)    | AB   |
| Directeur sportif : ? |                      |      |

| An Post-ChainReaction SKT | An Post-ChainReaction SKT   | An Post-ChainReaction SKT |
| ------------------------- | --------------------------- | ------------------------- |
| Num                       | Coureur                     | Pos                       |
| 151                       | Aidis Kruopis (LTU) (Route) | 114e                      |
| 152                       | Ryan Mullen (IRL)           | 115e                      |
| 153                       | Alexander Maes (BEL)        | 110e                      |
| 154                       | Xandro Meurisse (BEL)       | 35e                       |
| 155                       | Conor Dunne (IRL)           | 76e                       |
| 156                       | Alistair Slater (GBR)       | 45e                       |
| Directeur sportif : ?     |                             |                           |

| CCC Sprandi Polkowice CCC | CCC Sprandi Polkowice CCC | CCC Sprandi Polkowice CCC |
| ------------------------- | ------------------------- | ------------------------- |
| Num                       | Coureur                   | Pos                       |
| 161                       | Bartłomiej Matysiak (POL) | 26e                       |
| 162                       | Piotr Brożyna (POL)       | 49e                       |
| 163                       | Michał Paluta (POL)       | 80e                       |
| 164                       | Jakub Kaczmarek (POL)     | 29e                       |
| 165                       | Łukasz Owsian (POL)       | AB                        |
| 166                       | Mateusz Taciak (POL)      | 109e                      |
| Directeur sportif : ?     |                           |                           |

| Wiggins WGN           | Wiggins WGN               | Wiggins WGN |
| --------------------- | ------------------------- | ----------- |
| Num                   | Coureur                   | Pos         |
| 171                   | Bradley Wiggins (GBR)     | 84e         |
| 172                   | Jonathan Dibben (GBR)     | 93e         |
| 173                   | Owain Doull (GBR)         | 55e         |
| 174                   | Mark Christian (GBR)      | AB          |
| 175                   | Andrew Tennant (GBR)      | 56e         |
| 176                   | Christopher Lawless (GBR) | 57e         |
| Directeur sportif : ? |                           |             |

| Roompot Oranje Peloton ROP | Roompot Oranje Peloton ROP | Roompot Oranje Peloton ROP |
| -------------------------- | -------------------------- | -------------------------- |
| Num                        | Coureur                    | Pos                        |
| 181                        | Jesper Asselman (NED)      | 50e                        |
| 182                        | Huub Duyn (NED)            | 41e                        |
| 183                        | Dylan Groenewegen (NED)    | NP                         |
| 184                        | Wesley Kreder (NED)        | 53e                        |
| 185                        | Tim Kerkhof (NED)          | 61e                        |
| 186                        | Berden de Vries (NED)      | 101e                       |
| Directeur sportif : ?      |                            |                            |

| Équipe nationale du Royaume-Uni GBR | Équipe nationale du Royaume-Uni GBR | Équipe nationale du Royaume-Uni GBR |
| ----------------------------------- | ----------------------------------- | ----------------------------------- |
| Num                                 | Coureur                             | Pos                                 |
| 191                                 | Scott Davies (GBR)                  | 52e                                 |
| 192                                 | Gabriel Cullaigh (GBR)              | AB                                  |
| 193                                 | Germain Burton (GBR)                | 104e                                |
| 194                                 | Jake Kelly (GBR)                    | 119e                                |
| 195                                 | Matthew Gibson (GBR)                | 79e                                 |
| 196                                 | Oliver Wood (GBR)                   | 116e                                |
| Directeur sportif : ?               |                                     |                                     |

| Lotto-Soudal LTS      | Lotto-Soudal LTS       | Lotto-Soudal LTS |
| --------------------- | ---------------------- | ---------------- |
| Num                   | Coureur                | Pos              |
| 201                   | Jens Debusschere (BEL) | 66e              |
| 202                   | Thomas De Gendt (BEL)  | 14e              |
| 203                   | Kenny Dehaes (BEL)     | AB               |
| 204                   | Kenneth Van Rooy (BEL) | 7e               |
| 205                   | Jürgen Roelandts (BEL) | 111e             |
| 206                   | Dries Van Gestel (BEL) | 13e              |
| Directeur sportif : ? |                        |                  |

| Wanty-Groupe Gobert WGG | Wanty-Groupe Gobert WGG   | Wanty-Groupe Gobert WGG |
| ----------------------- | ------------------------- | ----------------------- |
| Num                     | Coureur                   | Pos                     |
| 211                     | Roy Jans (BEL)            | 91e                     |
| 212                     | Tom Devriendt (BEL)       | 77e                     |
| 213                     | Fréderique Robert (BEL)   | 120e                    |
| 214                     | Lander Seynaeve (BEL)     | AB                      |
| 215                     | James Vanlandschoot (BEL) | 71e                     |
| 216                     | Robin Stenuit (BEL)       | 73e                     |
| Directeur sportif : ?   |                           |                         |

| Androni Giocattoli-Sidermec AND | Androni Giocattoli-Sidermec AND | Androni Giocattoli-Sidermec AND |
| ------------------------------- | ------------------------------- | ------------------------------- |
| Num                             | Coureur                         | Pos                             |
| 221                             |                                 |                                 |
| 222                             |                                 |                                 |
| 223                             |                                 |                                 |
| 224                             |                                 |                                 |
| 225                             |                                 |                                 |
| 226                             |                                 |                                 |
| Directeur sportif : ?           |                                 |                                 |

| Topsport Vlaanderen-Baloise TSV | Topsport Vlaanderen-Baloise TSV | Topsport Vlaanderen-Baloise TSV |
| ------------------------------- | ------------------------------- | ------------------------------- |
| Num                             | Coureur                         | Pos                             |
| 231                             | Edward Theuns (BEL)             | 70e                             |
| 232                             | Victor Campenaerts (BEL)        | 19e                             |
| 233                             | Sander Helven (BEL)             | 96e                             |
| 234                             | Pieter Jacobs (BEL)             | 17e                             |
| 235                             | Thomas Sprengers (BEL)          | 20e                             |
| 236                             | Bert Van Lerberghe (BEL)        | 74e                             |
| Directeur sportif : ?           |                                 |                                 |

| UnitedHealthcare UHC  | UnitedHealthcare UHC     | UnitedHealthcare UHC |
| --------------------- | ------------------------ | -------------------- |
| Num                   | Coureur                  | Pos                  |
| 241                   | Alessandro Bazzana (ITA) | 113e                 |
| 242                   | Ken Hanson (USA)         | AB                   |
| 243                   | Robert Förster (GER)     | AB                   |
| 244                   | Davide Frattini (ITA)    | 85e                  |
| 245                   | Daniele Ratto (ITA)      | 12e                  |
| 246                   | Federico Zurlo (ITA)     | 23e                  |
| Directeur sportif : ? |                          |                      |